# Баймагамбетов, Денберген
Денберген Баймагамбетов, другой вариант фамилии — Баймаганбетов (1932 год, Кустанайская область — 31 января 2020, Сатпаев) — шахтёр, бригадир горнорабочих очистного забоя Джезказганского горно-металлургического комбината имени К. И. Сатпаева Министерства цветной металлургии СССР, Карагандинская область, Казахская ССР. Герой Социалистического Труда (1976).

## Биография
Проходил срочную службу во внутренних войсках в Джезказгане. С 1954 года — бурильщик, взрывник на шахте № 45. Потом работал горнорабочим, бригадиром горнорабочих очистного забоя на Джезказганском горно-металлургическом комбинате.
Бригада Дебергена Баймагамбетова приняла участие во всесоюзном социалистическом соревновании «тысячников», потом выдвинула собственную инициативу под наименованием «Один день работать в месяц на сэкономленных материалах». Эта инициатива была поддержана работниками горнодобывающей промышленности СССР. В 1976 году удостоен звания Героя Социалистического Труда за выдающиеся трудовые достижения.
С 1996 года — на пенсии. Проживал в городе Сатпаев.
Скончался 31 января 2020 года. Похоронен на мусульманском кладбище города Сатпаев.
Награды
- Герой Социалистического Труда — указом Президиума Верховного Совета СССР 10 марта 1976 года
- Орден Ленина — дважды